# Науель Теналья
Факундо Науель Теналья (ісп. Facundo Nahuel Tenaglia, нар. 21 лютого 1996) — аргентинський професійний футболіст, який виступає за іспанський клуб «Алавес». Переважно грає на позиції правого захисника, але також може виступати як центральний захисник.

## Клубна кар’єра
Теналья розпочав свою юнацьку кар’єру в клубі «Аргентино де Саладільйо», після чого приєднався до системи Бока Хуніорс, а згодом виступав за «Депортіво Ла Лола» та «Уракан де Саладільйо». У 2014 році він перейшов до «Атланти». У жовтні 2016 року він дебютував у професійному футболі в матчі Прімера B Метрополітана проти Сан Тельмо. У сезоні 2016–17 він зіграв 19 матчів у лізі, а «Атланта» дійшла до плей-оф за підвищення, але програла в першому раунді «Депортіво Еспаньйол»; це був останній матч Тенальї за клуб, де його вилучили на 89-й хвилині.
23 серпня 2017 року «Тальєрес» підписав Теналью. Він дебютував за «Тальєрес» 10 грудня 2017 року в переможному матчі (2:0) проти Колона в Прімері Аргентини. Свій перший гол він забив 29 вересня 2019 року, відкривши рахунок у виїзному матчі проти Індепендьєнте, який завершився поразкою 2:3.
12 січня 2022 року Теналья був відданий в оренду до клубу Ла Ліги «Алавес» на 18 місяців. 20 серпня 2023 року, після того як він допоміг клубу повернутися до вищого дивізіону, Теналья підписав із «Алавесом» постійний контракт на чотири роки.

## Статистика
Станом на 21 травня 2018
| Клуб               | Сезон              | Ліга                    | Ліга  | Ліга | Національний кубок | Національний кубок | Кубок ліги | Кубок ліги | Континентальні | Континентальні | Інші  | Інші | Всього | Всього |
| Клуб               | Сезон              | Дивізіон                | Матчі | Голи | Матчі              | Голи               | Матчі      | Голи       | Матчі          | Голи           | Матчі | Голи | Матчі  | Голи   |
| ------------------ | ------------------ | ----------------------- | ----- | ---- | ------------------ | ------------------ | ---------- | ---------- | -------------- | -------------- | ----- | ---- | ------ | ------ |
| Атланта            | 2016–17            | Прімера B Метрополітана | 19    | 0    | 0                  | 0                  | —          | —          | —              | —              | 1     | 0    | 20     | 0      |
| Тальєрес           | 2017–18            | Прімера Дивізіон        | 5     | 0    | 0                  | 0                  | —          | —          | —              | —              | 0     | 0    | 5      | 0      |
| Загалом за кар’єру | Загалом за кар’єру | Загалом за кар’єру      | 24    | 0    | 0                  | 0                  | —          | —          | —              | —              | 1     | 0    | 25     | 0      |

1. ↑  Включає Кубок Аргентини
2. ↑  Один матч у плей-оф Прімери B Метрополітани 2016–17